# Erik Johansson i Öckerö
För andra betydelser, se Erik Johansson.
Erik Johansson, i riksdagen kallad Johansson i Öckerö, född 3 juli 1891 i Öckerö församling, död 30 november 1945 på Öckerö, fiskare och riksdagspolitiker (socialdemokrat).
Johansson var riksdagsledamot i andra kammaren från 1937 till sin död 1945, invald i Göteborgs och Bohus läns valkrets.